# Phillip Noyce
Phillip Noyce AO (nascut el 29 d'abril de 1950) és un director de cinema i televisió australià. Des de 1977, ha dirigit més de 19 llargmetratges de diversos gèneres, com ara drama històric (Newsfront, La generació robada, L'americà impassible); thrillers (Calma total, Assetjada, El col·leccionista d'ossos); i d'acció (Blind Fury, El sant, Salt). També ha dirigit les adaptacions de Jack Ryan Patriot Games (1992) i Clear and Present Danger (1994) i l'adaptació de The Giver de Lois Lowry el 2014.
Ha treballat en diverses ocasions amb actors com Val Kilmer, Harrison Ford, Denzel Washington, Michael Caine, Angelina Jolie, Nicole Kidman, Meryl Streep, Rutger Hauer, i tres pel·lícules amb Thora Birch durant 25 anys. També ha dirigit, escrit i produït programes de televisió a Austràlia i Amèrica del Nord, com ara The Cowra Breakout, Vietnam , Revenge, Arrels i What/If de Netflix.
El treball de Noyce li ha valgut diversos reconeixements, inclosos els Premis AACTA a la Millor Pel·lícula, Millor Director i un Longford Lyell a la millor pel·lícula.

## Biografia
Noyce va néixer a Griffith, Nova Gal·les del Sud, i va començar fent curtmetratges a l'edat de 18 anys. El primer d'ells es titularia Better to Reign in Hell i utilitzaria a amics per al repartiment. Posteriorment, s'uniria a la Escola Australiana de Cinema, Televisió i Ràdio en 1973, realitzant el seu primer film per a la televisió en 1977. Després del seu debut, es va llançar a la direcció amb el migmetratge Backroads (1977), però Noyce obtindria el seu primer èxit comercial i de crítica amb Newsfront (1978), amb el qual guanyaria el premi al millor director, a la millor pel·lícula i al millor guió del Institut Australià de Cinematografia (AFI, en les seves sigles en anglès).
Més tard, Noyce va treballar en dues minisèries per a la televisió australiana amb George Miller com a productor: The Dismissal (1983) i The Cowra Breakout (1984).
El salt de Noyce a la indústria nord-americana arribaria amb el thriller Calma total (1988) amb Sam Neill, Billy Zane i Nicole Kidman com a protagonistes.
A continuació van arribar els seus èxits de taquilla dirigint les pel·lícules dels llibres d'espionatge de Tom Clancy Joc de patriotes (1992) i Perill imminent (1994) amb Harrison Ford en el paper de Jack Ryan. No obstant això, va sofrir un ensopec amb la crítica de cinema amb el thriller eròtic Assetjada (1993), que tenia el protagonisme de Sharon Stone en el seu primer treball després d' Instint bàsic. Malgrat això, va recaptar a tot el món una mica més de 116 milions de dòlars, havent costat 40.
Noyce va rebre després un gran èxit de públic a Austràlia amb la pel·lícula sobre la "generació robada", La generació robada, pel qual va guanyar per segona vegada el premi a la millor pel·lícula del Institut Australià de Cinematografia en 2002."
Va estar casat amb la productora Jan Chapman de 1971 fins a 1977. Amb posterioritat es va casar amb Jan Sharp, amb la qual té una filla anomenada Lucía.

## Filmografia

### Cinema
| Any  | Títol                      | Director | Productor | Guionista |
| ---- | -------------------------- | -------- | --------- | --------- |
| 1977 | Backroads                  | Sí       | Sí        | Sí        |
| 1978 | Newsfront                  | Sí       | No        | Sí        |
| 1982 | Heatwave                   | Sí       | No        | Sí        |
| 1987 | Echoes of Paradise         | Sí       | No        | No        |
| 1989 | Calma total                | Sí       | No        | No        |
| 1989 | Blind Fury                 | Sí       | No        | No        |
| 1992 | Patriot Games              | Sí       | No        | No        |
| 1993 | Assetjada                  | Sí       | No        | No        |
| 1994 | Clear and Present Danger   | Sí       | No        | No        |
| 1997 | El sant                    | Sí       | No        | No        |
| 1999 | El col·leccionista d'ossos | Sí       | No        | No        |
| 2002 | La generació robada        | Sí       | Sí        | No        |
| 2002 | L'americà impassible       | Sí       | No        | No        |
| 2006 | Catch a Fire               | Sí       | No        | No        |
| 2010 | Salt                       | Sí       | No        | No        |
| 2014 | The Giver                  | Sí       | No        | No        |
| 2021 | Above Suspicion            | Sí       | No        | No        |
| 2022 | The Desperate Hour         | Sí       | No        | No        |
| 2023 | Fast Charlie               | Sí       | No        | No        |

#### Curtmetratges
| Any  | Títol                                                               | Director | Productor |
| ---- | ------------------------------------------------------------------- | -------- | --------- |
| 1969 | Better to Reign in Hell                                             | Sí       | Sí        |
| 1971 | Sun                                                                 | Sí       | Sí        |
| 1971 | Memories                                                            | Sí       | Sí        |
| 1971 | Intersection                                                        | Sí       | Sí        |
| 1971 | Home                                                                | Sí       | Sí        |
| 1971 | Camera Class                                                        | Sí       | Sí        |
| 1973 | That's Showbiz                                                      | Sí       | No        |
| 1973 | Castor and Pollux                                                   | Sí       | No        |
| 1973 | Caravan Park                                                        | Sí       | Sí        |
| 1974 | Renegades: Fragments from a Diary of Three Years Experience 1970-73 | Sí       | Sí        |
| 1975 | Finks Make Movies                                                   | Sí       | Sí        |
| 1977 | Disco                                                               | Sí       | No        |
| 1978 | Tapak Dewata Java                                                   | Sí       | No        |
| 1979 | Sue and Mario: The Italian Australians                              | Sí       | No        |
| 1979 | Bali: Island of the Gods                                            | Sí       | No        |

#### Documentals
| Any  | Títol                       | Director | Productor | Notes                |
| ---- | --------------------------- | -------- | --------- | -------------------- |
| 1971 | Good Afternoon              | Sí       | Sí        |                      |
| 1976 | God Knows Why, But It Works | Sí       | Sí        |                      |
| 2004 | Welcome to São Paulo        | Sí       | Sí        | Segment "Marca Zero" |

### Televisió
Telefilms
- Fact and Fiction (1980)
- Three Vietnamese Stories (1980)
- Mary and Martha (2013)

Sèries de televisió
| Any     | Títol              | Director | Productor | Guionista | Notes                                                                                   |
| ------- | ------------------ | -------- | --------- | --------- | --------------------------------------------------------------------------------------- |
| 1983    | The Dismissal      | Sí       | No        | Sí        | minisèrie Director - Episodi: "Part Two"                                                |
| 1984    | The Cowra Breakout | Sí       | No        | Sí        | minisèrie 3 episodis                                                                    |
| 1985-89 | The Hitchhiker     | Sí       | No        | No        | 5 episodis                                                                              |
| 1987    | Vietnam            | No       | Sí        | Sí        | minisèrie                                                                               |
| 1992    | Nightmare Cafe     | Sí       | No        | No        | Episodi "Pilot"                                                                         |
| 1998    | The Repair Shop    | Sí       | No        | No        | Pilot no emès                                                                           |
| 2003    | Tru Calling        | Sí       | Executiu  | No        | Director - Episodi "Pilot" Productor executiu - 2 episodis                              |
| 2006-07 | Brotherhood        | Sí       | Executiu  | No        | Director - 2 episodis Productor executiu - 3 episodis                                   |
| 2011-12 | Revenge            | Sí       | Sí        | No        | Director - 2 episodis Productor consultiu - 21 episodis Productor executiu - 2 episodis |
| 2011    | Lights Out         | No       | Executiu  | No        | 3 episodis                                                                              |
| 2012    | Americana          | Sí       | Executiu  | No        | Pilot no emès                                                                           |
| 2012    | Luck               | Sí       | No        | No        | Episodi "Ace Meets With a Colleague"                                                    |
| 2014    | Crisis             | Sí       | No        | No        | Director - Episodi: "Pilot" Productor executiu - 13 episodis                            |
| 2015    | Warrior            | Sí       | No        | No        | Pilot no emès                                                                           |
| 2016    | Roots              | Sí       | No        | No        | minisèrie Episodi "Part 1"                                                              |
| 2018    | The Resident       | Sí       | No        | No        | Director - 2 episodis Productor executiu - 40 episodis                                  |
| 2019    | What/If            | Sí       | Executiu  | No        | Director - 2 episodis                                                                   |